# Pandat
Pandat is een bestuurslaag in het regentschap Pandeglang van de provincie Banten, Indonesië. Pandat telt 3531 inwoners (volkstelling 2010).